# Shinya Nakano
Shinya Nakano 中野真矢, Nakano Shinya (Chiba, 10 de outubro de 1977) é um motociclista Japonês que competia no mundial de MotoGP.

## Carreira
Shinya Nakano começou na Open japonesa em 1988. 